# (3447) Burckhalter
(3447) Burckhalter (1956 SC) – planetoida z grupy pasa głównego asteroid okrążająca Słońce w ciągu 2,81 lat w średniej odległości 1,99 j.a. Została odkryta w Goethe Link Observatory 29 września 1956 roku.